# Государственный переворот в Чаде (1990)
3 декабря 1990 года в Республике Чад группировка «Патриотическое движение спасения» во главе с генералом Идрисом Деби, поддержанная Ливией и Суданом, совершила государственный переворот. За три недели до этого вооружённые отряды заговорщиков вторглись в страну с территории Судана и позже достигли столицы государства, города Нджамена. 2 декабря президент Хиссен Хабре вместе с семьёй и кабинетом министров сбежал в соседний Камерун, а в столице начались массовые беспорядки. В то же время Франция, хотя и поддерживала действующий режим, не оказала Хабре никакой помощи. Однако во время этих событий французский военный контингент в Чаде был увеличен с 1300 до 1600 человек. Тем не менее целью подобных мероприятий была защита французских граждан и помощь новой власти в борьбе с беспорядками в Нджамене.
Режим Идриса Деби просуществовал до 20 апреля 2021 года, когда президент страны был смертельно ранен во время боевых действий на севере Чада. После гибели лидера страны власть перешла к военной хунте во главе с его сыном Махаматом Деби Итно.